# Liste der Kulturgüter in Corsier GE
Die Liste der Kulturgüter in Corsier enthält alle Objekte in der Gemeinde Corsier im Kanton Genf, die gemäss der Haager Konvention zum Schutz von Kulturgut bei bewaffneten Konflikten, dem Bundesgesetz vom 20. Juni 2014 über den Schutz der Kulturgüter bei bewaffneten Konflikten sowie der Verordnung vom 29. Oktober 2014 über den Schutz der Kulturgüter bei bewaffneten Konflikten unter Schutz stehen.
Objekte der Kategorien A und B sind vollständig in der Liste enthalten, Objekte der Kategorie C fehlen zurzeit (Stand: 13. Oktober 2021).

## Kulturgüter
| Foto |                                                                      | Objekt                                                                 | Kat. | Typ | Standort                             | Beschreibung                                                                                  |
| ---- | -------------------------------------------------------------------- | ---------------------------------------------------------------------- | ---- | --- | ------------------------------------ | --------------------------------------------------------------------------------------------- |
| ja   | Datei hochladen · Wikidata zu Corsier-Port (Q2998035)                | Corsier-Port, prähistorische Seeufersiedlung KGS-Nr.: 9603             | A    | F   | 505319 / 124832                      | Dieses Objekt ist Bestandteil des UNESCO-Welterbes «Prähistorische Pfahlbauten um die Alpen». |
| ja   | Datei hochladen · Wikidata zu Kirche Saint-Jean-Baptiste (Q29700075) | Kirche Saint-Jean-Baptiste / Église Saint-Jean-Baptiste KGS-Nr.: 11810 | B    | G   | Route de l’Église 11 506527 / 124169 |                                                                                               |